# Obmann (Fechten)
Als Obmann bzw. Obfrau (Mehrzahl: Obleute) wird beim Fechten der Kampfrichter bezeichnet, der mit der Leitung des Gefechts betraut ist.
Jedes Turniergefecht wird von einem Kampfleiter geleitet.

## Aufgaben
- die Fechter zu Beginn eines Gefechts (und zu Beginn einer Runde) aufzurufen
- das Gefecht zu leiten
- vor jedem Gefecht die Waffe und die Ausrüstung der Fechter zu überprüfen
- das Trefferanzeigegerät zu überwachen
- die Seitenrichter, Schreiber und Zeitnehmer zu überwachen. Dies ist bei neuer Wettkampftechnik nicht mehr notwendig.
- Verstöße gegen die Wettkampfregeln zu bestrafen
- über die Treffer zu entscheiden
- für Ordnung an seiner Bahn zu sorgen[1]

### Entscheidung über Treffer
Heute steht dem Obmann ein Trefferanzeigegerät (Melder) zur Verfügung. Der Melder zeigt das Aufkommen eines gültigen oder ungültigen Treffers an. Der Obmann darf keine Treffer geben, die nicht vom Meldegerät angezeigt werden.
Früher unterstützten den Obmann zu diesem Zweck vier Seitenrichter, wobei je zwei Seitenrichter einen Fechter beobachtet haben. Um das Aufkommen eines Treffers zu beurteilen, befragte der Kampfrichter die für den betreffenden Fechter zuständigen Seitenrichter, die mit „Ja“, „Ja, ungültig!“, „Nein, kein Treffer“ oder „Enthaltung“ antworten mussten. Die Seitenrichter hatten je eine Stimme, der Obmann 1½ Stimmen, so dass die Seitenrichter den Obmann überstimmen konnten, wenn sie sich beide einig waren.

### Berufungsmöglichkeiten
Gegen Entscheidungen des Obmanns ist die Berufung beim Technischen Direktorium möglich, soweit es um Regelauslegungen geht. Gegen die Tatsachenfeststellung ist keine Berufung möglich, hier ist die Entscheidung des Kampfleiters endgültig.

### Positionierung
Der Obmann steht auf der dem Meldegerät gegenüber liegenden Seite der Fechtbahn, so dass er das Meldegerät und beide Fechter sehen kann. Er kann und muss sich parallel zur Bahn mit den Fechtern mitbewegen, um weiterhin Meldegerät und Fechter beobachten zu können.

## Seitenrichter
Bei Gefechten ohne elektrische Trefferanzeige kann der Obmann von vier Seitenrichtern unterstützt werden.

### Aufgabe
- Trefferanzeige
- Anzeigen, wenn ein Fechter seinen unbewaffneten Arm / seine unbewaffnete Hand gebraucht
- Das Verdecken oder Ersetzen der gültigen Trefffläche zu überwachen
- Im Degen Treffer, die auf dem Boden gesetzt wurden, sowie in allen Waffen das Verlassen der Bahn seitlich oder nach hinten zu melden
- Alle anderen Regelverstöße zu melden, die im Reglement beschrieben sind[3]

### Positionierung
Die Seitenrichter werden auf beiden Seiten des Obmanns und beiderseits der Bahn aufgestellt und verfolgen das Gefecht in seiner Gesamtheit. Dabei beobachten sie jeweils den gegenüber stehenden Fechter. Die Assistenten müssen jeweils nach der Hälfte des Gefechtes oder nach jeweils einem Durchgang die Seiten wechseln, damit sie nicht jeweils nur einen Fechter beobachten müssen.